# Habrocestum arabicum
Espèce
Habrocestum arabicum est une espèce d'araignées aranéomorphes de la famille des Salticidae.

## Distribution
Cette espèce est endémique d'Arabie saoudite.

## Étymologie
Son nom d'espèce lui a été donné en référence au lieu de sa découverte, l'Arabie.

## Publication originale
- Prószyński, 1989 : Salticidae (Araneae) of Saudi Arabia. Fauna Saudi Arabia, vol. 10, p. 31-64.